# Hero (Enrique Iglesias)
Hero è un singolo del cantante spagnolo Enrique Iglesias, pubblicato il 14 agosto 2001 come primo estratto dal secondo album in studio Escape.
La prima volta che la canzone fu trasmessa nelle radio fu nel novembre del 2001, due mesi dopo gli attacchi dell'11 settembre 2001, e la canzone venne utilizzata dai DJ di New York, per essere utilizzata come sottofondo alle scene di polizia, pompieri e civili al Ground Zero.
Iglesias inoltre cantò il brano ad un concerto di beneficenza, dieci giorni dopo gli attacchi, in una location segreta a New York (per prevenire altri attacchi), insieme a Bruce Springsteen, Sheryl Crow e Bon Jovi. In precedenza il brano era stato cantato anche durante la premiazione di "Miss Venezuela", ma in seguito agli attacchi la trasmissione non fu mai mandata in onda.
Nei primi sei mesi del 2002, il singolo ha venduto negli Stati Uniti 80 000 copie.
Il musicista britannico Lawrey ha registrato una versione synth-pop del brano con Kate Hawken e Jory Griffin.
Il 4 dicembre 2020, i CNCO hanno pubblicato una cover del brano, 20 anni dopo l'originale.

## Tracce
CD-Maxi Interscope 497 634-2 (UMG) / EAN 0606949763428
1. Hero (Radio Edit) – 4:11
2. Be With You (Thunderpuss Radio Mix) – 3:55
3. Heroe (Spanish Metro Mix) – 4:16

## Classifiche
| Classifica (2001)             | Posizione più alta |
| ----------------------------- | ------------------ |
| Danimarca                     | 5                  |
| Svizzera                      | 1                  |
| Austria                       | 3                  |
| Francia                       | 43                 |
| Paesi Bassi                   | 2                  |
| Belgio (Fiandre)              | 2                  |
| Belgio (Vallonia)             | 19                 |
| Spagna                        | 1                  |
| Svezia                        | 3                  |
| Norvegia                      | 3                  |
| Italia                        | 4                  |
| Australia                     | 1                  |
| Nuova Zelanda                 | 3                  |
| Canada                        | 1                  |
| Adult Contemporary            | 1                  |
| Adult Top 40                  | 12                 |
| Dance Music/Club Play Singles | 1                  |
| Hot Latin Tracks              | 1                  |
| Latin Pop Airplay             | 1                  |
| Latin Tropical/Salsa Airplay  | 2                  |
| Rhythmic Top 40               | 30                 |
| The Billboard Hot 100         | 3                  |
| Top 40 Mainstream             | 2                  |
| Top 40 Tracks                 | 2                  |